# Stephen L. Buchwald
Stephen L. Buchwald (né en 1955) est un chimiste américain et « professeur Camille Dreyfus » de chimie au MIT. Il est connu pour son implication dans le développement de l'amination de Buchwald-Hartwig et la découverte de la famille des ligands dialkylbiaryl phosphine pour favoriser cette réaction et les transformations associées. 

## Biographie
Stephen Buchwald est né à Bloomington, Indiana. Il attribue à son professeur de chimie « jeune et dynamique » au lycée, William Lumbley, de lui avoir transmis son enthousiasme.
En 1977, il obtient son Sc.B. de l'Université Brown où il a travaillé avec Kathlyn A. Parker et David E. Cane ainsi que Gilbert Stork de l'Université Columbia. En 1982, il obtient son doctorat de l'Université Harvard sous la direction de Jeremy R. Knowles.
Buchwald est boursier postdoctoral à Caltech avec Robert Grubbs. En 1984, il rejoint la faculté du MIT en tant que professeur adjoint de chimie. Il est promu professeur associé en 1989 et professeur en 1993. Il est nommé Professeur « Camille Dreyfus (en) » en 1997. Il est co-auteur de plus de 435 publications académiques acceptées et de 47 brevets acceptés. Il reçoit le prix Wolf de chimie en 2019.
Il est connu pour son implication dans le développement de l'amination de Buchwald-Hartwig et la découverte de la famille des ligands dialkylbiaryl phosphine pour favoriser cette réaction et les transformations associées. Il est élu membre de l'Académie américaine des arts et des sciences et membre de l'Académie nationale des sciences en 2000 et 2008. Il est rédacteur en chef adjoint de la revue universitaire Advanced Synthesis & Catalysis,.